# Bermudes : Triangle de l'enfer
Pour plus de détails, voir Fiche technique et Distribution.
Bermudes : Triangle de l'enfer (Bermude: la fossa maledetta) est un film d'aventures italo-hispano-mexicain réalisé par Tonino Ricci et sorti en 1978.

## Synopsis
En République dominicaine, les autorités locales récupèrent le corps d'un homme visiblement inconscient qui dérive au large des côtes. Le naufragé s'avère être Andres, un plongeur professionnel qui avait été porté disparu six mois plus tôt dans le triangle des Bermudes et dont tout le monde s'étonne de le voir vivant. Il est admis dans un centre de réhabilitation. Grâce à l'aide de sa femme Angelica et de son frère Ricardo qui sont toujours près de lui, le jeune homme recouvre rapidement la santé mais n'a aucun souvenir de ce qui s'est passé.
Après quelque temps, Andres est contacté par M. Jackson, un homme d'affaires louche qui souhaite récupérer le précieux contenu d'une cassette qui a été perdue, avec l'avion qui la transportait, dans la même zone maritime. Andres accepte la mission et, avec son partenaire Enrique, commence à plonger pour mener à bien l'opération. Au cours d'une de ces plongées, Enrique est avalé par un étrange courant souterrain et disparaît. Andres n'abandonne pas et, avec l'aide d'Angelica, reprend ses recherches jusqu'à ce qu'il trouve l'épave de l'avion qui s'est écrasé. Commence alors une série de mésaventures et de rebondissements, mais aussi une découverte étonnante qui met en lumière une réalité choquante, à savoir que dans les abysses se trouve une fosse contrôlée par une force mystérieuse qui se manifeste par une lumière aveuglante et utilise des requins comme gardes impitoyables pour faire fuir ceux qui osent s'approcher trop près.

## Fiche technique
- Titre français : Bermudes : Triangle de l'enfer[1]
- Titre original italien : Bermude: la fossa maledetta[2]
- Titre espagnol : Bermudas: la cueva de los tiburones[2]
- Réalisateur : Tonino Ricci (sous le nom d'« Anthony Richmond »)
- Scénario : Fernando Galiana, Mauricio Melchiorre, Tonino Ricci
- Photographie : Juan Jurado
- Montage : Angelo Curi
- Musique : Stelvio Cipriani
- Décors : Mario Molli, Jaime Pérez Cubero
- Maquillage : Alberto Gutiérrez, Marcello Meniconi
- Production : Ramón Baillo, Enzo Doria, Claudio Grassetti, Juan Manuel Herrera, Mario Morales, Nino Segurini
- Sociétés de production :  Amanecer Films, Belma Cinematografica, Koala Cinematografica
- Pays de production :  Espagne -  Mexique -  Italie
- Langue originale : espagnol
- Format : Couleur - Son mono - 35 mm
- Durée : 90 minutes
- Genre : Action / aventures / film catastrophe
- Dates de sortie :
  - Italie : 28 juin 1978
  - France : 6 août 1980[1]

## Distribution
- Andrés García (es) (VF : Daniel Gall) : Andres Montoya
- Janet Ågren : Angelica
- Arthur Kennedy (VF : Raymond Loyer) : M. Jackson
- Pino Colizzi (VF : Maurice Sarfati) : Enrique
- Máximo Valverde (VF : Jean Roche) : Ricardo Montoya
- Cinzia Monreale : fille dans le bateau
- Adriana Falco : la fille dans le bateau
- Óscar Álvarez :
- Sergio Doria :
- Angelo Calligaris :
- Sergio Sinceri :
- Nino Segurini (VF : Georges Berthomieu) : le médecin

## Attribution des rôles
Dans la distribution du film figurent Arthur Kennedy, une ancienne vedette hollywoodienne sur le déclin, et l'acteur Andrés García, qui a également joué dans un autre film consacré au triangle des Bermudes et sorti quelques mois plus tôt, Le Mystère du triangle des Bermudes de René Cardona Jr.

## Exploitation
« Il primo film sul « triangolo maledetto » che svela finalmente alcuni dei grandi misteri di questa affascinante parte del mondo » (litt. « Le premier film sur le triangle des Bermudes qui dévoile enfin certains des grands mystères de cette fascinante partie du monde »), tel était le slogan utilisé pour faire la publicité du film sur les affiches insérées dans les pages de programmes de cinéma des journaux de l'époque.
Il s'est classé 84e parmi les 100 films les plus rentables de la saison cinématographique italienne 1977-1978.

### Accueil critique
Dans un article paru dans le journal La Stampa au moment de la sortie du film dans les salles de cinéma, deux critiques principales étaient adressées au réalisateur du film. La première est celle de reprendre (ne serait-ce que sous forme de citation) le concept de la poupée de malheur déjà utilisé par René Cardona Jr. dans le film Le Mystère du triangle des Bermudes. La seconde, plus grave, est celle de ne pas savoir arrêter les frais une fois que le film atteint son point de suspense maximal, c'est-à-dire lorsqu'une jeune fille est sur le point de résoudre le mystère en photographiant une apparition fantôme ; c'est à ce moment, en effet, que le réalisateur présente pour la première fois un improbable homme satanique qui émet des sons semblables à ceux d'une sirène, puis distribue des morts au hasard pour conclure l'œuvre avec un point d'interrogation à la place du mot fin.
Fantafilm écrit que « la qualité n'est pas remarquable, mais la réponse du public est encourageante » et que le film de Tonino Ricci « repropose de manière lassante tous les stéréotypes du genre tout en ajoutant une vague intrigue secondaire de gangster [...] sans parvenir à les amalgamer dans une forme narrative aboutie. Une opération commerciale flagrante pénalisée par un faible budget qui oblige les cadreurs à simuler le monde submergé par des astuces photographiques très artisanales, mais qui permet à Tonino Ricci de capter de temps en temps de bonnes ambiances ».